# 赤松村秀
赤松 村秀（あかまつ むらひで）は、戦国時代の武将。播磨国龍野鶏籠山城主。

## 略歴
出自に関しては2通りの説がある。一つは明応2年（1493年）、播磨の守護大名である赤松政則の子として生まれるが、庶子であったため一族の支持を得られず家督相続することができず、赤松家は姉婿に当たる赤松義村が継ぐこととなり、塩屋城主・宇野政秀の養子となり、後に政秀が龍野城を築城すると、その城主となったというものである。なお、義村からは偏諱（「村」の字）を授かっている。
もう一つ目、政則の子ではなく龍野赤松氏の赤松則貞の実孫であるという説で、大永5年（1525年）に祖父の則貞を自ら龍野城内で殺害して龍野赤松氏を継承したという。
村秀は、赤松本家の補佐に努め、小寺氏や宇野氏と協力して浦上氏との抗争に貢献し、天文9年（1540年）に死去した。享年48。跡を子の政秀が継いだ。